# Statue Maraş 13

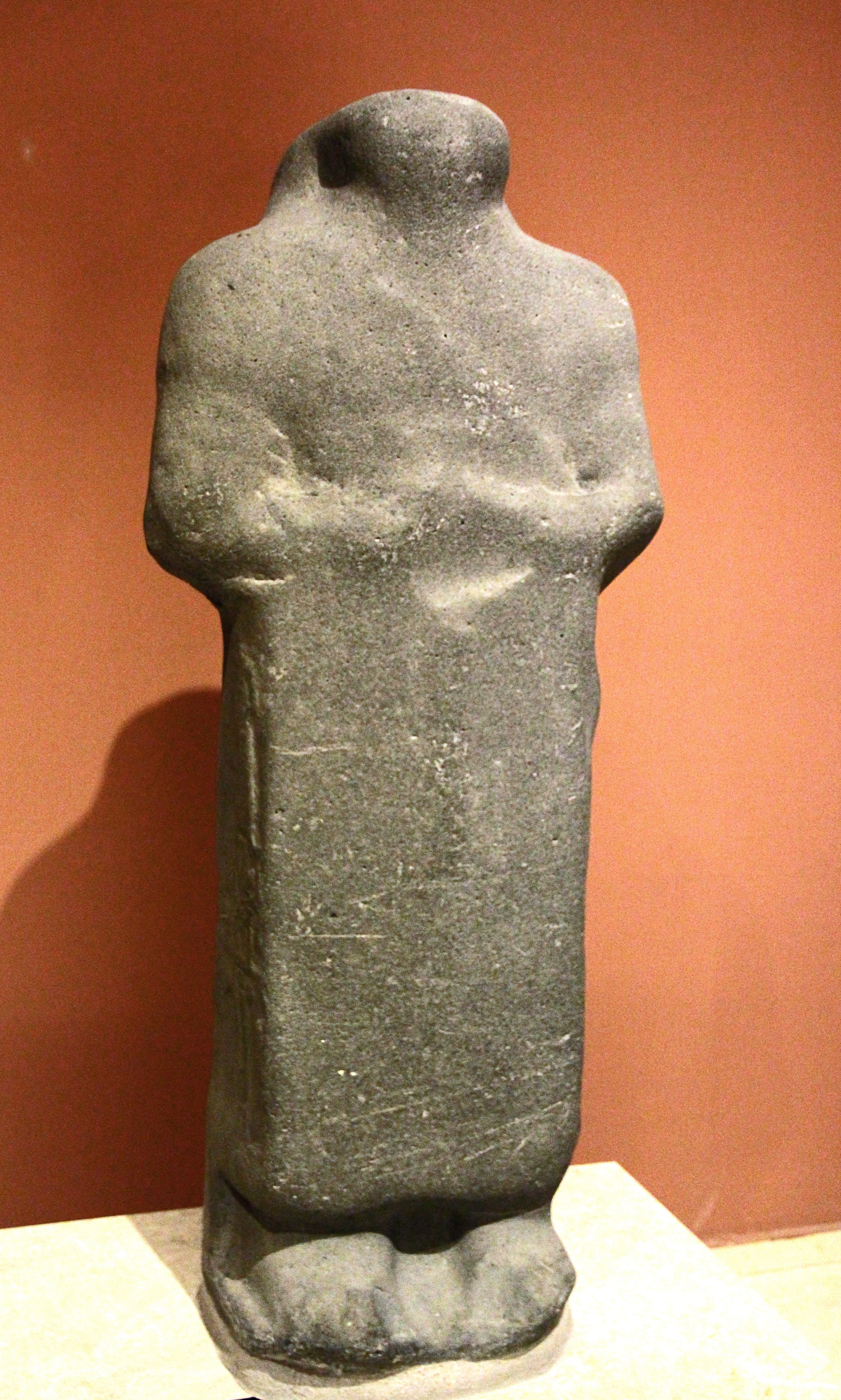
Statue Maraş 13

Die Statue mit der Bezeichnung Maraş 13 im Corpus of hieroglyphic Luwian inscriptions steht im Archäologischen Museum von Kahramanmaraş in der Türkei und hat die Inventarnummer 2215.
Die Basaltstatue stammt aus späthethitischer Zeit und wurde im Dorf Hasanlı in der Umgebung von Kahramanmaraş (früher Maraş) gefunden. Die kopflose Skulptur ist etwa lebensgroß. Dargestellt ist eine männliche Figur, möglicherweise ein Herrscher. Die Gestalt ist mit einem langen, bis zu den Knöcheln reichenden Umhang mit kurzen Ärmeln bekleidet, unter dem die Füße hervorschauen. Die Arme sind waagerecht vor dem Körper angewinkelt, die Hände halten senkrecht nach unten ein stabartiges Gebilde, von dem nur noch Spuren zu erkennen sind. An der linken Hüfte trägt die Person ein Schwert in einer Scheide mit herabhängender Quaste. 
Auf der rechten Körperseite ist unterhalb des Armes ein Feld von 1,34 Meter Höhe und 0,32 Meter Breite mit den Resten einer Inschrift in luwischen Hieroglyphen eingemeißelt. Die Inschrift ist dreizeilig und setzte sich vermutlich auf der Rückseite fort, wo allerdings keine Spuren mehr erkennbar sind. Nach John David Hawkins, der den Text in seinen Corpus of hieroglyphic Luwian inscriptions aufnahm, beginnt die Schrift rechts oben mit der einleitenden amu-figure, wobei amu das EGO-Zeichen („Ich“) der luwischen Hieroglyphenschrift bezeichnet, setzt sich nach links fort und läuft in bustrophedon-Form weiter, um am linken Ende der dritten Zeile abzubrechen. Die Übersetzung des Textfragments lautet nach Hawkins:
I (am) [...

...] ... I took away, and this [...
Die Statue wurde erstmals 1979 von Massimo Poetto publiziert. Sie wird dem neo-hethitischen Stadtstaat Gurgum zugeordnet und in das 9. Jahrhundert v. Chr. datiert.

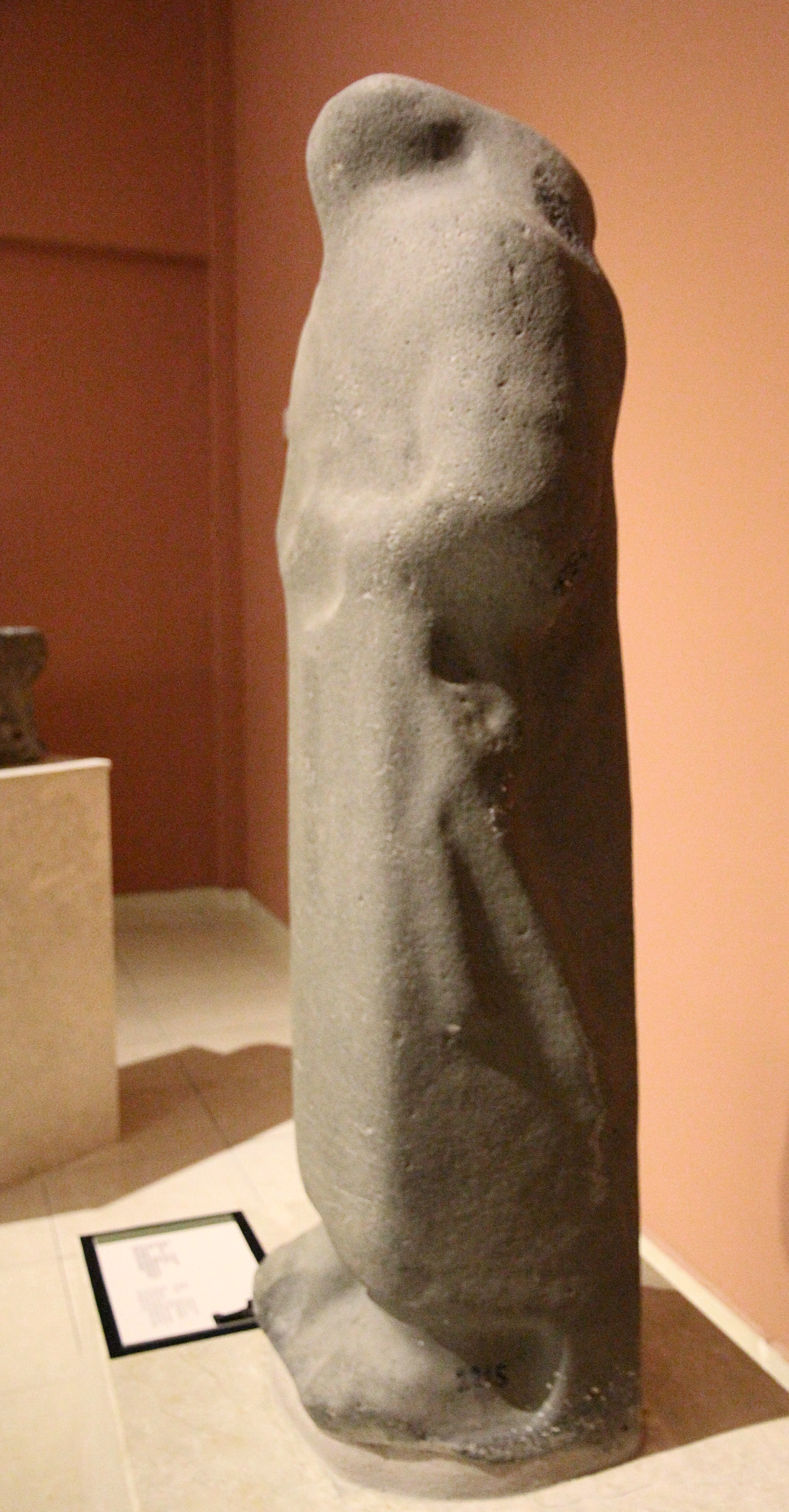
Linke Seite mit Schwert
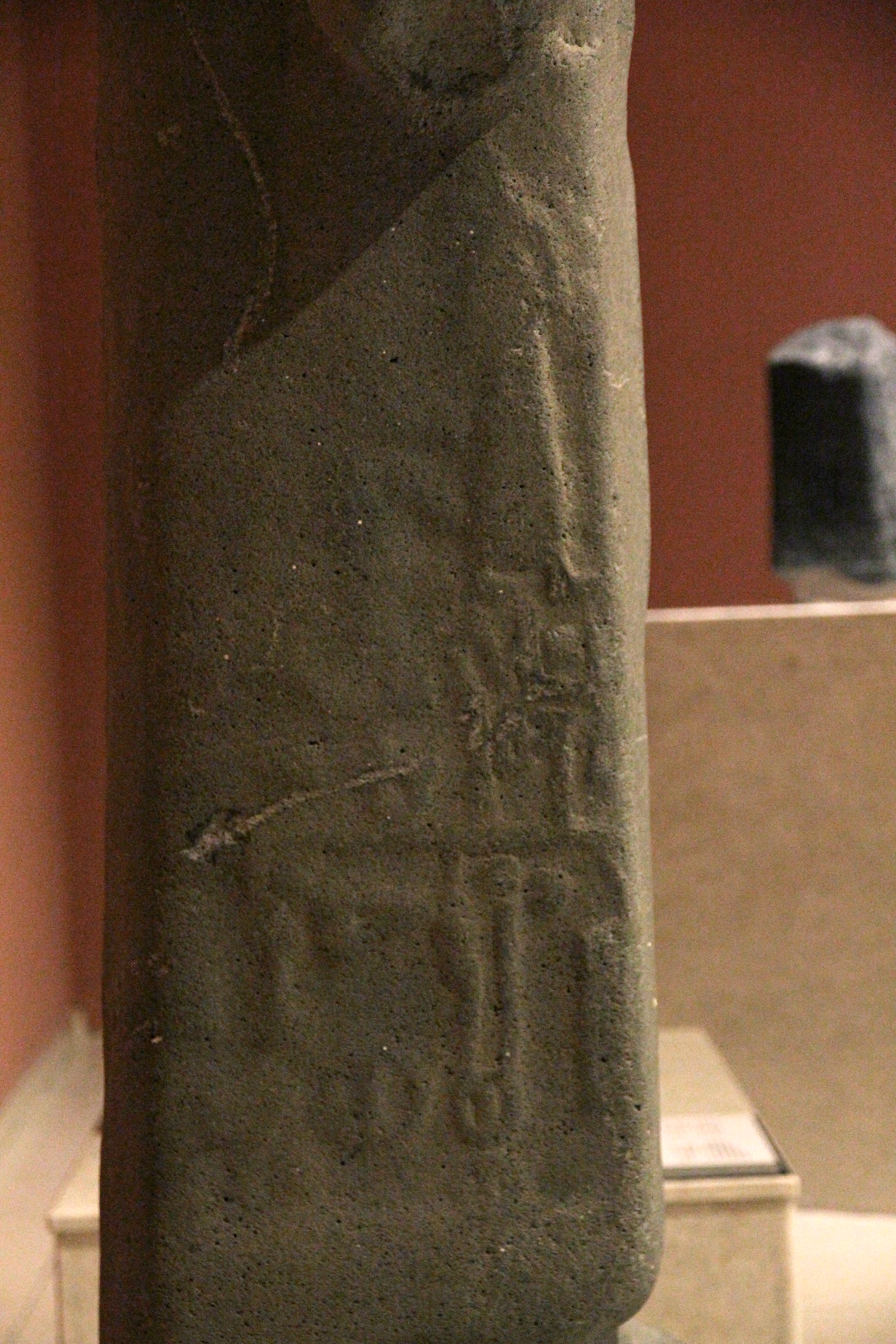
Inschrift